# Кольно (город)
Кольно (пол. Kolno) — город в Польше, входит в Подляское воеводство, Кольненский повят. Имеет статус городской гмины. Занимает площадь 25,08 км². Население — 10537 человек. Расположен на берегах речки Лабно.

## История
По состоянию на 1894 год было 6160 жителей (712 дворов), к западу от города находились огромные болота и низины, тянувшиеся до реки Писны.
В результате присоединения Западной Белоруссии к СССР в 1939 году вошёл в состав Белорусской ССР и стал центром Кольновского района Белостокской области. В 1944 году город и район были возвращены в состав Польши.